# 松尾仁
松尾 仁（まつお　じん、1891年7月7日- 1960年5月29日）は、日本の旧内務省の技術官僚。のちに厚生省の技術官僚として医薬品・食品行政全般にわたり重責を果たした。薬事行政の枢機に参画するとともに東京帝国大学医学部講師を兼任するなど教育・啓蒙にも尽力した。1941年-1948年には国立衛生試験所（現国立医薬品食品衛生研究所）の第12代所長を務められ、その後、植物化学の成果の医薬的応用をはかるべく、創業者として常磐植物化学研究所を設立した。また、日本大学薬学科の新設に貢献し、初代薬学科長に就任した。

## 略歴
- 1891年　福島県郡山市に生まれた
- 1909年  旧制熊谷中学を卒業[6]
- 1915年　東京大学医学部薬学科を卒業
- 1915年　旧内務省入省。技術官僚としてスタート
- 1929年-1939年　東京帝国大学医学部講師を兼任「薬品及飲食物ニ関スル法律学」
- 1932年-1961年日本薬局方の調査員医薬品の品質確立に貢献した
- 1939年　旧厚生省薬品生産課長に就任
- 1941年-1948年、国立衛生試験所所長
- 1945年　薬学博士の学位を授かる（東京帝国大学）「ケシ植物体より主要アルカロイドの直接抽出製造に関する研究」
- 1948年　厚生省を退職
- 1949年　常磐植物化学研究所を設立し初代社長に就任
- 1950年-1959年　薬剤師国家試験審議会委員長
- 1951年　日本大学薬学科の新設に貢献し、初代薬学科長に就任

### 医薬品の国産化に貢献
第一次世界大戦当時、医薬品輸入の途絶への対処として国産化のため、臨時製薬調査業務を担当した。旧内務省東京衛生試験所（現国立医薬品食品衛生研究所）に臨時製薬部置され技師として製造技術の開発を先導した。
その後、医薬品の自給自足方針が掲げられ、1930年に設置された薬業振興調査会の幹事として日本の製薬工業の基盤の確立に貢献した。

## 人物像
松尾仁さんは甚だ優秀な人物であり、籍は保険課であったが薬務行政全般を見た。法律の知識の必要を感じ中央大学法科の夜学に通って卒業し、法律論を戦わしても事務官に負けなかった。それでいて事務官連との交際も、駆け引きも中々さえているし、局の中で松尾政務技師、刈米学術技師という陰口を聞いた。早く昇進して勅任技師になった。もし薬務局が出来ていれば局長としてすばらしい腕をふるえたにちがいない。—刈米達夫、「国立衛生試験所百年史」、国立衛生試験所、昭和50年(1975)

## 著書
- 薬剤師法註解（薬業時報社）（1926年）
- 簡易衛生試験法（日本薬剤師会）（1929年）
- 麻薬取締規則解説（薬業時報社）（1930年）
- 飲食店読本（日本栄養連盟会）（1937年）
- 南せん北ば（薬業時報社）（1960年）

## 受賞歴
- 高等官一等（1943年）
- 勲二等旭日重光章（1960年）